# Escuelas del Ave María
Las Escuelas del Ave María es el nombre con el que se conoce a los centros educativos pertenecientes a la Fundación Patronato Avemariano de Granada, fundadas bajo la estela del catedrático de la Universidad de Granada, Canónigo de la Abadía del Sacromonte de Granada y educador Andrés Manjón y Manjón (1846-1923) a partir de 1889. A pesar de que con frecuencia se califica a Don Andrés Manjón como pedagogo, en realidad es más correcto calificarle como educador porque su formación tuvo lugar en el ámbito del Derecho, la Filosofía y la Teología. Sólo puede llamársele pedagogo autodidacta.
La primera de las colonias escolares se inició en 1889, bajo el nombre de Colegio Ave María Casa Madre, en el barrio del Albaicín, de Granada. A partir de aquí, durante el siglo XIX y a lo largo del siglo XX, se fundarían más de trescientos centros educativos por todo el país. Sobre la denominación de estas fundaciones de Andrés Manjón conviene hacer una precisión. A pesar de que tradicionalmente se las ha denominado como "Escuelas del Ave María", hoy parece mas conveniente llamarlas "Institución Avemariana". Si bien al principio fue este el proyecto primitivo, con el tiempo la iniciativa evolucionó hasta desbordar el concepto de “Escuela”. Lo cual resulta evidente tras un somero análisis de cómo los centros avemarianos incluyen hoy todo el sistema educativo: Educación infantil, primaria, secundaria, bachillerato, cursos de atención a la diversidad, educación especial, ciclos formativos de grado medio y superior de formación profesional, escuelas hogar, estudios de Magisterio, hasta 2005, residencias e internado para varios centenares de alumnos, etc.  Desde tal perspectiva resulta inadecuado continuar hablando sin más de “Escuelas del Ave María” por considerar preferible el término “Institución Avemariana”, más definitorio de su realidad actual. Por otra parte, debe reconocerse además que ninguno de estos centros representa hoy por sí mismo la esencia del Ave María pues, desde su rica diversidad, conforman un conjunto complementario muy expresivo de la riqueza contenida en una variedad, en ocasiones sorpresiva, que le confiere la belleza del contraste y el dinamismo derivados de una creatividad, siempre abierta a nuevas posibilidades que surgen del espíritu de quienes, día a día, entienden su trabajo como un servicio a la noble causa de educar desde una especial sensibilidad hacia los sectores que habitualmente descarta la sociedad.

## El fundación del Ave María

### Las colonias escolares
El origen de las Escuelas del Ave María es narrado por el propio Andrés Manjón en su obra El pensamiento del Ave María: colonia escolar permanente establecida en los cármenes del Sacro-Monte de Granada (1900). Un libro donde se relata cómo el canónigo sacromontano, en sus idas y venidas desde la Universidad de Granada, decidió emprender un labor social y evangelizadora del vecindario a través de la educación; desarrollando la compra de diferentes lotes de tierra donde iría construyendo, progresivamente, su primer centro: el Colegio Ave María Casa Madre.

### Pensamiento educativo manjoniano
Para algunos académicos, la pedagogía manjoniana supone el anticipo de las tendencias educativas actuales, en tanto que se fundamentan en metodologías activas, donde el alumno participa y manipula y desarrolla por sí mismo; y donde, además, la gamificación está presente a través de diferentes tipos de recursos. Un pensamiento que queda recogido dentro de la obra del padre Manjón quien, a lo largo de su vida, fue sistematizando todo el ideario del Ave María a través de diferentes publicaciones. Los principales especialistas en el pensamiento educativo de Don Andrés Manjón son José Montero Vives, profesor de la escuela Universitaria de Magisterio la Inmaculada-Ave María de Granada, José Manuel Prellezo García, profesor de la Universidad Pontificia Salesiana de Roma  y Andrés Palma Valenzuela, profesor de la Universidad de Granada.
Autores como Victorino de Arce, sistematizan la propuesta educativa en seis objetivos fundamentales, a través de los cuales se instrumenta toda la acción docente del maestro avemariano:
1. Educar enseñando: Las Escuelas del Ave María se proponen capacitar a sus alumnos para que trabajen por sí mismos, cultiven y desarrollen su capacidad de razonamiento y creatividad, para que aprendan a hacer frente a los problemas de la vida actual.
2. Hacer de los niños hombres y mujeres cabales: Para ello nos proponemos fomentar el sentido de la justicia, la libertad y la responsabilidad; preparar para el uso responsable de la libertad; facilitar la creación de hábitos democráticos y de respeto a los derechos de los demás; conseguir un ambiente de convivencia; desarrollar la personalidad de cada uno y crear un ambiente de trabajo, alegría y cordialidad.
3. Hacer de los niños hombres y mujeres sanos de cuerpo y alma, bien desarrollados: La actividad física ha de ser esencial en los programas del Ave María. Pero no basta con la actividad corporal, ha de concederse particular atención al cultivo de los valores del espíritu. Por eso se concede especial interés al desarrollo de la capacidad de apreciación y expresión estética y artística en sus distintas manifestaciones.
4. Formar hombres y mujeres capaces de emplear sus fuerzas en bien propio y de sus semejantes: Las Escuelas del Ave María pretenden educar a los niños para convivir en paz en una sociedad democrática y pluralista. Intentan que sus alumnos sean capaces de discernir entre el bien y el mal a la luz del Evangelio de Jesucristo y a que sean consecuentes con sus actos. Para ello intentan crear un ambiente que favorezca la solidaridad, la cooperación y la convivencia, de forma que estén capacitados para integrarse en una sociedad pluralista y democrática.
5. Formar hombres y mujeres dignos del fin para el que han sido creados: En consecuencia, las Escuelas del Ave María ofrecen a sus alumnos el anuncio explícito del mensaje evangélico, de forma progresiva y adecuada a su edad, de suerte que queden iluminados por la fe los conocimientos que vayan adquiriendo del mundo, de la vida y del hombre. Estimulan a la práctica del cristianismo por medio de la liturgia y de la vida sacramental, y favorecen la incorporación a los movimientos apostólicos, mediante la participación en las actividades parroquiales.
6. Formar hombres y mujeres dignos de la sociedad a la que pertenecen: Las Escuelas del Ave María se proponen hoy desarrollar la capacidad de relacionarse con los demás, fomentar la apertura y respeto con los otros, la actitud de servicio, el respeto profundo a la libertad, la consideración de la religión como instancia crítica de la sociedad y la importancia de la participación de los padres en todo el proceso educativo.

## Centros educativos avemarianos
Desde su fundación, la propuesta educativa formulada por Don Andrés Manjón, catedrático de la Universidad de Granada, supuso un gran revulsivo en el ámbito educativo. De ahí que, en pocos años, el proyecto escolar manjoniano fuera extendiéndose rápidamente, por toda la península ibérica. De tal modo, en los años veinte del siglo XX, ya había repartidas por toda la geografía española más de trescientas escuelas avemarianas. 
Así, por ejemplo, existieron colonias escolares avemarianas en otras provincias andaluzas como en Sevilla, en el Barrio de San Roque, bajo el auspicio de los condes de Casa-Galindo, pero también en Montellano así como en Dos Hermanas. En la provincia de Huelva también llegó la fundación manjoniana gracias al patrocinio del obispo Manuel González y el pedagogo Manuel Siurot; al igual que en la ciudad de Almería, Berja, Córdoba, Cabra o Pedro Abad. En tierras levantinas destacaron las fundaciones Murcia, Orihuela, Alicante y Valencia; todo a la vez que en el centro peninsular proliferaron también en muy diversos puntos: en la provincia de Ciudad Real, en Puertollano y La Solana, gracias al trabajo de Feliciano Torca y de Francisco Javier de Irastroza, obispo de Orihuela; en Madrid se instalaron colonias avemarianas en Chamartín, en la ribera del Manzanares junto a la Casa de Campo, así como en la Calle San Vicente, además de en el Puente de Toledo y en Alcalá de Henares.En Granada existieron Escuelas del Ave María en localidades como Zujaira, Valderrubio o Brácana, hoy desaparecidas, tal como se puede analizar en detalle en la obra de Andrés Palma, "Entre la Vega y los montes. Tres escuelas para el pueblo", publicada en 2006 por la Editorial Atrio de Granada. 
Sin embargo, donde proliferaron en mayor número fue en el Principado de Asturias, gracias al apoyo del canónigo magistral del Santuario de Covadonga, José Comas, así como al impulso que ejerció la Real Compañía Asturiana de Minas. Así, por ejemplo, llegaron a instalarse colonias escolares en Oviedo, Gijón, Colloto, Trubia, Cayés, Laviana, Tiraña, Salas, Forcinas, Rezneda de Candoma, Boo, Avilés, Arnao o Romillín. Además de en otras regiones del Cantábrico, como en Santander, Bilbao; e incluso al otro lado del océano, con fundaciones en México y Buenos Aires.
Junto a las Escuelas la segunda gran creación de Manjón fue su Escuela de Magisterio en 1905, denominada "Seminario de maestros del Ave María" para cuya profundización puede consultarse la obra de Andrés Palma Valenzuela "El Seminario de maestros del Ave María" publicada por la Universidad de Granada.
En la actualidad, asociadas al Patronato Avemariano de Granada, existen nueve centros educativos repartidos entre las localidades de Albolote, Granada y Motril, en la provincia de Granada. No obstante, existen otros colegios que siguen la estela del padre Manjón y que, en algún momento de su historia, estuvieron vinculadas directamente con las colonias manjonianas.
| Nombre                              | Ciudad            | Fundación | Imagen |
| ----------------------------------- | ----------------- | --------- | ------ |
| Colegio Ave María Albolote          | Albolote (España) | 1965      |        |
| Colegio Ave María Casa Madre        | Granada (España)  | 1889      |        |
| Colegio Ave María Esparraguera      | Motril (España)   | 1935      |        |
| Colegio Ave María La Quinta         | Granada (España)  | 1900      |        |
| Colegio Ave María San Cristóbal     | Granada (España)  | 1926      |        |
| Colegio Ave María San Isidro        | Granada (España)  | 1947      |        |
| Colegio Ave María Varadero          | Motril (España)   | 1958      |        |
| Colegio Ave María Vistillas         | Granada (España)  | 1907      |        |
| Escuela Infantil Ave María Amanecer | Granada (España)  |           |        |

## Enlaces
- Fundación Patronato Avemariano de Granada (2023). Escuelas referentes en Educación. Youtube.com.
- Fundación Patronato Avemariano de Granada (2022). Inauguración del centenario de la muerte de D. Andrés Manjón (1923-2023). Youtube.com.
- Fundación Patronato Avemariano de Granada (2023). Congreso educativo "Mirando siempre hacia lo alto". Youtube.com.
- web para la transmisión y legado de Don Andés - andresmanjon.es

- Datos: Q98501067